# Ron Vlaar

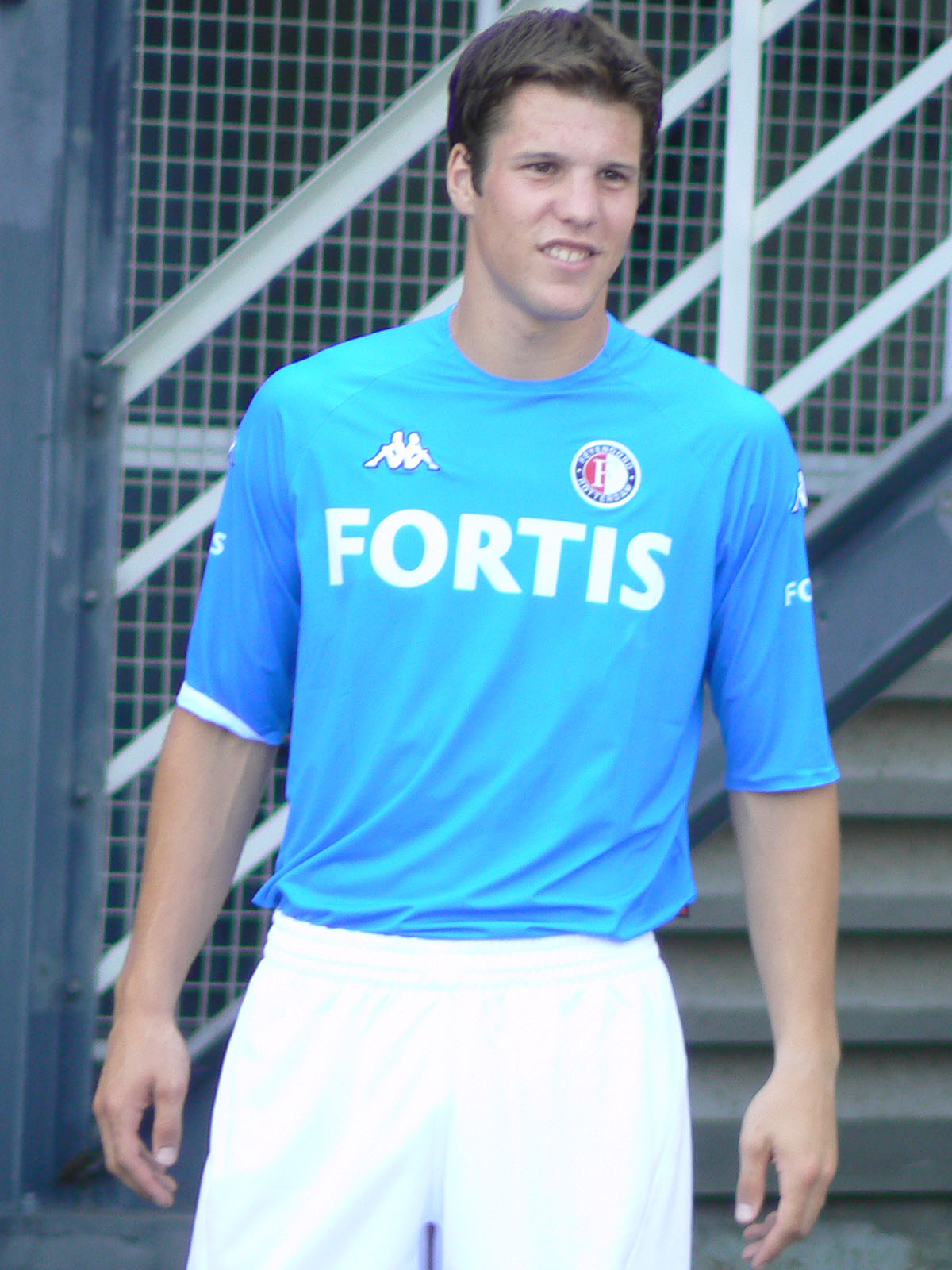
Vlaar con el uniforme del Feyenoord

Ron Peter Vlaar (Hensbroek, 16 de febrero de 1985) es un exfutbolista neerlandés que jugaba de defensa. Fue internacional con la selección de fútbol de los Países Bajos.

## Trayectoria
Hizo su debut profesional a los 20 años en el AZ Alkmaar después de disputar la Copa Mundial de Fútbol Juvenil de 2005 con la selección de su país. Recibió la primera llamada para la selección absoluta con el entrenador Marco van Basten. Después de disputar varios partidos en la Eredivisie con el AZ fue traspasado al Feyenoord.
El 1 de agosto de 2012 se anunció que el Aston Villa había comprado los servicios de Vlaar del Feyenoord por 3 millones de libras.
En julio de 2015 se dio a conocer que había decidido romper el contrato con el Aston Villa para poder negociar con otros clubes.
En diciembre de ese año decidió volver a su país para enfundarse la camiseta del equipo con el que empezó su carrera, el AZ Alkmaar. Allí estuvo hasta febrero de 2021, momento en el que decidió retirarse debido a los recurrentes problemas físicos que sufría.

## Selección nacional
Fue internacional con la selección de fútbol de los Países Bajos en 32 ocasiones.
El 13 de mayo de 2014 fue incluido por el entrenador de la selección de los Países Bajos Louis van Gaal en la lista preliminar de 30 jugadores que representarán a ese país en la Copa Mundial de Fútbol de 2014 en Brasil. Finalmente fue confirmado en la nómina definitiva de 23 jugadores el 31 de mayo.

### Participaciones en Copas del Mundo
| Mundial                               | Sede         | Resultado        |
| ------------------------------------- | ------------ | ---------------- |
| Copa Mundial de Fútbol Sub-20 de 2005 | Países Bajos | Cuartos de final |
| Copa Mundial de Fútbol de 2014        | Brasil       | Tercer puesto    |

### Goles internacionales
| #  | Fecha              | Sede                       | Oponente          | Resultado | Goles | Competición |
| -- | ------------------ | -------------------------- | ----------------- | --------- | ----- | ----------- |
| 1. | 2 de junio de 2012 | Amsterdam ArenA, Ámsterdam | Irlanda del Norte | 6-0       | 6-0   | Amistoso    |

## Clubes
| Club              | País         | Año       |
| ----------------- | ------------ | --------- |
| AZ Alkmaar        | Países Bajos | 2004-2005 |
| Feyenoord         | Países Bajos | 2006-2012 |
| Aston Villa F. C. | Inglaterra   | 2012-2015 |
| AZ Alkmaar        | Países Bajos | 2015-2021 |

## Palmarés

### Títulos nacionales
| Título                   | Club      | País         | Año     |
| ------------------------ | --------- | ------------ | ------- |
| Copa de los Países Bajos | Feyenoord | Países Bajos | 2007-08 |

### Títulos internacionales
| Título          | Club (*)            | Sede         | Año  |
| --------------- | ------------------- | ------------ | ---- |
| Eurocopa Sub-21 | Países Bajos sub-21 | Portugal     | 2006 |
| Eurocopa Sub-21 | Países Bajos sub-21 | Países Bajos | 2007 |

(*) Incluyendo la selección.